# Linholmen, Borgå
Linholmen är en ö i Finland. Den ligger i Finska viken och i kommunen Borgå i den ekonomiska regionen  Borgå i landskapet Nyland, i den södra delen av landet. Ön ligger omkring 30 kilometer öster om Helsingfors.
Öns area är 27,5 hektar och dess största längd är 0,7 kilometer i öst-västlig riktning. Ön höjer sig omkring 30 meter över havsytan.